# Монофосфид кальция
Монофосфид кальция — бинарное неорганическое соединение
кальция и фосфора с формулой CaP,
черные бесцветные кристаллы.

## Получение
- Реакция фосфида кальция с фосфором:

{\displaystyle {\mathsf {4Ca_{3}P_{2}+P_{4}\ {\xrightarrow {T}}\ 12CaP}}}

## Физические свойства
Монофосфид кальция образует черные кристаллы о структуре которых есть разные данные:
- тетрагональная сингония, параметры ячейки a = 0,593 нм, c = 0,794 нм;
- гексагональная сингония, пространственная группа P 63/m, параметры ячейки a = 0,94324 нм, c = 0,68785 нм [1].

Кристаллы образованы ионами (Ca2+)2P24−, поэтому формулу монофосфида кальция иногда записывают как Ca2P2.

## Химические свойства
- Разлагается при нагревании:

{\displaystyle {\mathsf {12CaP\ {\xrightarrow {600^{o}C}}\ 4Ca_{3}P_{2}+P_{4}}}}
- Реагирует с водой с образованием дифосфина:

{\displaystyle {\mathsf {2CaP+4H_{2}O\ {\xrightarrow {}}\ 2Ca(OH)_{2}+P_{2}H_{4}}}}